# Cagnotte de paris sportifs
 (octobre 2024).
La mise en forme du texte ne suit pas les recommandations de Wikipédia : il faut le « wikifier ».
Les points d'amélioration suivants sont les cas les plus fréquents. Le détail des points à revoir est peut-être précisé sur la page de discussion.
- Les titres sont pré-formatés par le logiciel. Ils ne sont ni en capitales, ni en gras.
- Le texte ne doit pas être écrit en capitales (les noms de famille non plus), ni en gras, ni en italique, ni en « petit »…
- Le gras n'est utilisé que pour surligner le titre de l'article dans l'introduction, une seule fois.
- L'italique est rarement utilisé : mots en langue étrangère, titres d'œuvres, noms de bateaux, etc.
- Les citations ne sont pas en italique mais en corps de texte normal. Elles sont entourées par des guillemets français : « et ».
- Les listes à puces sont à éviter, des paragraphes rédigés étant largement préférés. Les tableaux sont à réserver à la présentation de données structurées (résultats, etc.).
- Les appels de note de bas de page (petits chiffres en exposant, introduits par l'outil «  Source ») sont à placer entre la fin de phrase et le point final[comme ça].
- Les liens internes (vers d'autres articles de Wikipédia) sont à choisir avec parcimonie. Créez des liens vers des articles approfondissant le sujet. Les termes génériques sans rapport avec le sujet sont à éviter, ainsi que les répétitions de liens vers un même terme.
- Les liens externes sont à placer uniquement dans une section « Liens externes », à la fin de l'article. Ces liens sont à choisir avec parcimonie suivant les règles définies. Si un lien sert de source à l'article, son insertion dans le texte est à faire par les notes de bas de page.
- La présentation des références doit suivre les conventions bibliographiques. Il est recommandé d'utiliser les modèles {{Ouvrage}}, {{Chapitre}}, {{Article}}, {{Lien web}} et/ou {{Bibliographie}}. Le mode d'édition visuel peut mettre en forme automatiquement les références.
- Insérer une infobox (cadre d'informations à droite) n'est pas obligatoire pour parachever la mise en page.

Pour une aide détaillée, merci de consulter Aide:Wikification.
Si vous pensez que ces points ont été résolus, vous pouvez retirer ce bandeau et améliorer la mise en forme d'un autre article.
Une cagnotte de paris sportifs ou syndicat de loterie est d'une variante de pari mutuel inspiré du principe de la loterie. Les joueurs payent un prix fixe pour participer à une cagnotte (de laquelle sont déduits des frais d'organisation du jeu) et parient ensuite sur un résultat, généralement sportif. Dans un jeu informel, les frais d'organisation sont généralement faibles ou inexistants. La cagnotte est divisée à parts égales entre ceux qui ont parié juste. Il n'y a pas de hasard : chaque gain dépend simplement du nombre de joueurs gagnants, dont la prédiction s'est révélée la bonne. Historiquement, certains paris mutuels impliquaient une part de risque aléatoire dans le classement des gagnants.
Les cagnottes de paris sportifs ne sont pas simplement liés au sport ; ils peuvent par exemple porter sur des naissances ou des décès à venir au sujet de personnalités célèbres.

## Histoire
Ce principe est introduit en Grande-Bretagne en 1923 par Littlewoods Pools que l'on connaissait sous le nom de toto et porte au départ sur les matches de football.

## Aujourd'hui
Aujourd'hui en Angleterre, les loteries de sport sont communément appelés jeux de pronostics. Souvent, les loteries de sport américaines ne requièrent pas que les concurrents achètent un ticket de loterie ou fassent un premier pari. Les cagnottes sur le Hockey sont nombreuses en Amérique du Nord, et le footy tipping en Australie.
Aux États-Unis, le type de cagnotte de paris sportifs le plus populaire est le March Madness pools. En amont du Championnat de Première Division de NCAA masculin, les concurrents remplissent un formulaire prédisant le nom du gagnant. En 2013, on estimait que 58 millions d'Américains participaient au tournoi chaque année. Divers experts offrent leurs conseils pour gagner ces paris. Une autre sorte de pari sportif populaire porte sur le football américain universitaire. Des millions de gens parient sur les vainqueurs des 39 matches de football américain annuels. Il y a aussi des cagnottes de paris sportifs célèbres dans le monde tels que Hollywoodbets, American Totalisator, Sport Select et bien d'autres.
Une cagnotte de pari sportif traditionnelle a lieu durant le Super Bowl, où les participants parient au hasard sur le score final du match. Ces participations sont appelées "squares" et soit les joueurs parient, soit on leur attribue une cellule dans une grille de 10x10. Dès que la grille est remplie, les lignes et les colonnes reçoivent un chiffre de 0 à 9 qui correspond au numéro final du score de chaque équipe. Le joueur avec la combinaison correcte l'emporte, et on peut gagner les prix juste pour avoir parié sur le bon score à la fin du match, à la mi-temps ou à la fin du quarts-temps.